# Hip hop finlandese
L'hip hop finlandese è rappresentato da due principali categorie, la prima, in minoranza, è rappresentata dagli artisti (Bomfunk MC's, Don Johnson Big Band, Kwan) che usano per le loro liriche la lingua inglese, e l'altra parte che usa la lingua finlandese. 
Le prime registrazioni di hip hop in Finlandia furono realizzate negli anni ottanta, ma il vero boom del genere si ebbe alla fine degli anni novanta. 
Il gruppo che ha venduto più dischi è rappresentato dai Fintelligens. Il solista che ha venduto più dischi è stato Pikku G, che all'età di soli 15 anni produsse Räjähdysvaara ("pericolo di esplosione") che ha venduto più di 120.000 copie in Finlandia, e grazie al quale vinse quattro dischi di platino, seguito dall'album Suora lähetys.